# Endre Illés
Endre Illés (Csütörtökhely, aujourd'hui Spišský Štvrtok, 4 juin 1902 - Budapest, 22 juillet 1986 est un écrivain et traducteur hongrois.

## Biographie
Il étudie la médecine à Budapest et publie ses premières nouvelles dans le Pesti Napló.
Directeur à partir de 1938 de la Révai Könyvkiadó, une maison d'édition, il reçoit par deux fois le Prix Kossuth, la plus prestigieuse récompense littéraire hongroise, en 1963 et 1975. 

## Œuvres
- Törtetők (drame, 1941)
- Zsuzsa (roman, 1942)
- A mostoha (drame, 1947)
- Kevélyek (nouvelles, 1947)
- Hazugok (drame, 1949)
- Történet a szerelemről és a halálról (contes de fée, 1957; nouvelle, 1974)
- Krétarajzok (portraits littéraires, 1957)
- Trisztán (légende, 1957)
- Hamisjátékosok (roman, 1958)
- Vörös és fekete (nouvelles, 1959)
- Türelmetlen szeretők (drame, 1959)
- Kettős kör (nouvelles, drame, 1962)
- Homokóra (drame, 1962)
- Rendetlen bűnbánat (drame, 1963)
- Az idegen (drame, 1965)
- Gellérthegyi éjszakák (études, 1965)
- Száz történet I.-III. (romans courts, nouvelles, 1966)
- Színház (drame, 1967)
- Írók, színészek, dilettánsok (essai, 1968)
- Szakadékok (roman, 1969)
- Szigorlat (roman, 1969)
- Festett egek (théâtre, 1969)
- Stendhal műhelyében (essai, 1970)
- Félelem (roman, 1971)
- Háromaskönyv I.-III. (1972)
  - A drámaíró
  - Az esszéista
  - Az elbeszélő
- Árnyékrajzok (essai, 1972)
- Mestereim, barátaim, szerelmeim I.-II. (1972)
- Két oroszlán között (études, 1973)
- Névtelen levelek (drame, 1974)
- Egyszárnyú madarak (conte, 1974)
- A fele komédia (drame, 1975)
- Spanyol Izabella (drame historique, 1976)
- A só íze (essai, portraits, mémoires, 1976)
- Hálókba bonyolódva (drame, 1977)
- Dileudid (roman, 1978)
- Izabella és testvérei (drame, 1978)
- Ostya nélkül (nouvelles, portraits, mémoires, 1978)
- Mestereim, barátaim, szerelmeim (essai, 1979)
- Halandók I.-II. (roman, 1980)
- Kulisszák nélkül. Tizenhét színpadi játék I.-II. (drame 1981)
- Tüdőgyulladásom első éjszakája (roman, 1982)
- Igézet. Illés Endre képeskönyve (essai, nouvelles, 1982)
- Erős fényben (roman, 1983)
- Szerelmeim, évek múlva (essai, 1984)
- Méhrajzás. Félszáz arcképvázlat nőkről (1985)
- Ezüstpénz. Félszáz arcképvázlat férfiakról (nouvelles, 1986)
- Szávitri: Történet a szerelemről és a halálról (1986)

Posthumes
- Napfoltok (essai, 1987)
- …talpig nehéz hűségbe (fragments de journal, mémoires, 1988)
- Levelei Mezei Máriának (1990)
- Halandók és halhatatlanok (essais et critiques, 1990)
- Belvárosi karácsony (nouvelles, roman, 2000)

Traductions
- Roger Martin du Gard : Vén Európa (roman, 1937)
- François Mauriac : Fekete angyalok (roman, 1937)
- Stendhal : Vörös és fekete (roman, 1950)
- André Stil : A "Szajna" kifut a tengerre (nouvelles, 1951)
- Guy de Maupassant : Milon apó (nouvelles, 1952)
- Stendhal : Vörös és fehér (roman, 1953)
- G. de Maupassant : Egy asszony élete (roman, 1954)
- Stendhal : A pármai kolostor (roman, 1958)
- Stendhal : Vanina Vanini vagy különös részletek a karbonárók utolsó titkos összejöveteléről (nouvelles, 1968)
- G. de Maupassant : Ékszerek (nouvelles, 1973)
- G. de Maupassant: Une aventure parisienne (nouvelles, 1996)

En français
- Suzanne
- Les Superbes
- Les Tricheurs, 1958
- Double Cercle, Revue Europe no 411-412, Littérature hongroise, 1963, p. 137-147

## Récompenses et distinctions
- Prix Baumgarten (1937, 1939)
- Szocialista Kultúráért (1953)
- Prix Attila-József (1962, 1978)
- A Magyar Népköztársaság Rubinokkal Ékesített Zászlórendje (1962)
- Munka Érdemrend (1962)
- Prix Kossuth (1963, 1975)
- Pro Arte aranyérem (1969)
- A Munka Érdemrend arany fokozata (1970)
- Munka Vörös Zászló Érdemrend (1975)
- A Művészeti Alap Nagydíja (1982)
- A Magyar Népköztársaság Zászlórendje (1982)